# Prades, Haute-Loire
Prades är en kommun i departementet Haute-Loire i regionen Auvergne-Rhône-Alpes i centrala Frankrike. Kommunen ligger i kantonen Langeac som tillhör arrondissementet Brioude. År 2022 hade Prades 72 invånare.

## Befolkningsutveckling
Antalet invånare i kommunen Prades
| Referens: INSEE |